# Chapelle de la Madeleine (Penmarch)
Pour les articles homonymes, voir Chapelle de la Madeleine.
La chapelle de la Madeleine est située en Penmarc'h, en pays Bigouden, dans le département du Finistère, en région Bretagne.

## Géographie
La chapelle est située à l'entrée de la palud, une étendue d'herbes rases qui va jusqu'à la mer, qu'aucune route ne traversait jusque vers 1950. Un chemin mène vers une évocation des alignements de la Madeleine, situés à 300 mètres au nord-est de la chapelle.

## Histoire
Construite du XIIe au XVIe siècle sur le site d'une ancienne léproserie, elle est d'abord placée sous le vocable de saint Étienne (une fontaine située à 700 mètres de la chapelle en direction du nord-ouest porte encore son nom), avant d'être dédiée à sainte Marie-Madeleine à l'occasion de son agrandissement au XVIe siècle. On peut lire sur un mur de la partie ouest, qui correspond à la chapelle initiale, la date de 1416. Au XVIe siècle on adjoignit à la chapelle d'origine la partie est où les colonnes sont de style gothique avec des arcs en plein cintre sans chapiteaux. Le clocher fut déplacé vers le pignon ouest de la chapelle, désormais dédiée à sainte Marie-Madeleine, protectrice des lépreux. La chapelle contient une statue de saint Lazare, ce qui renforce l'idée que La Madeleine était par le passé une léproserie. Des trous situés dans l'arc central de la chapelle laissent supposer l'existence d'une grille qui permettait de séparer le prêtre des lépreux.
Traditionnellement les cordiers étaient réputés descendre de lépreux, ils étaient appelés caquins ou cacous et devaient habiter à l'écart des villages dans des « caquineries » (le lieu-dit « Valordi », situé près de la Pointe de la Torche en Plomeur, signifie en breton « maladrerie », « léproserie » et est proche de la chapelle de la Madeleine) :

« Depuis au moins le XVe siècle, le métier de cordier est le monopole des parias, considérés comme les descendants des lépreux : ils vivent dans des hameaux séparés, ont des lieux de culte ainsi que des cimetières qui leur sont réservés. (...) La chapelle de la Madeleine, aujourd'hui en Penmarc'h, leur est manifestement destinée. En effet, les toponymes « La Madeleine » sont  synonymes de noms de lieux comme « La Maladrerie » (léproserie) et sainte Madeleine est la patronne des cordiers. »

La disposition des différents bassins et de la rigole de trop-plein de la fontaine de la Madeleine, située à proximité, indique qu'il s'agissait d'une fontaine de rinçage de torons à cordes.
La fontaine située face à l'entrée de la chapelle est dédiée à Saint Pustoch, et est réputée guérir les maladies de peau, notamment l'eczéma.
La chapelle appartint longtemps à la paroisse de Plomeur. Pendant la Révolution française elle fut vendue comme bien national à la famille Durand. Au moment du Concordat, en 1802, elle est rattachée à la commune de Penmarc'h, mais n'est rendue au culte qu'en 1812.
Cette chapelle fait l’objet d’un classement au titre des monuments historiques depuis le 20 juillet 1956.

## Description

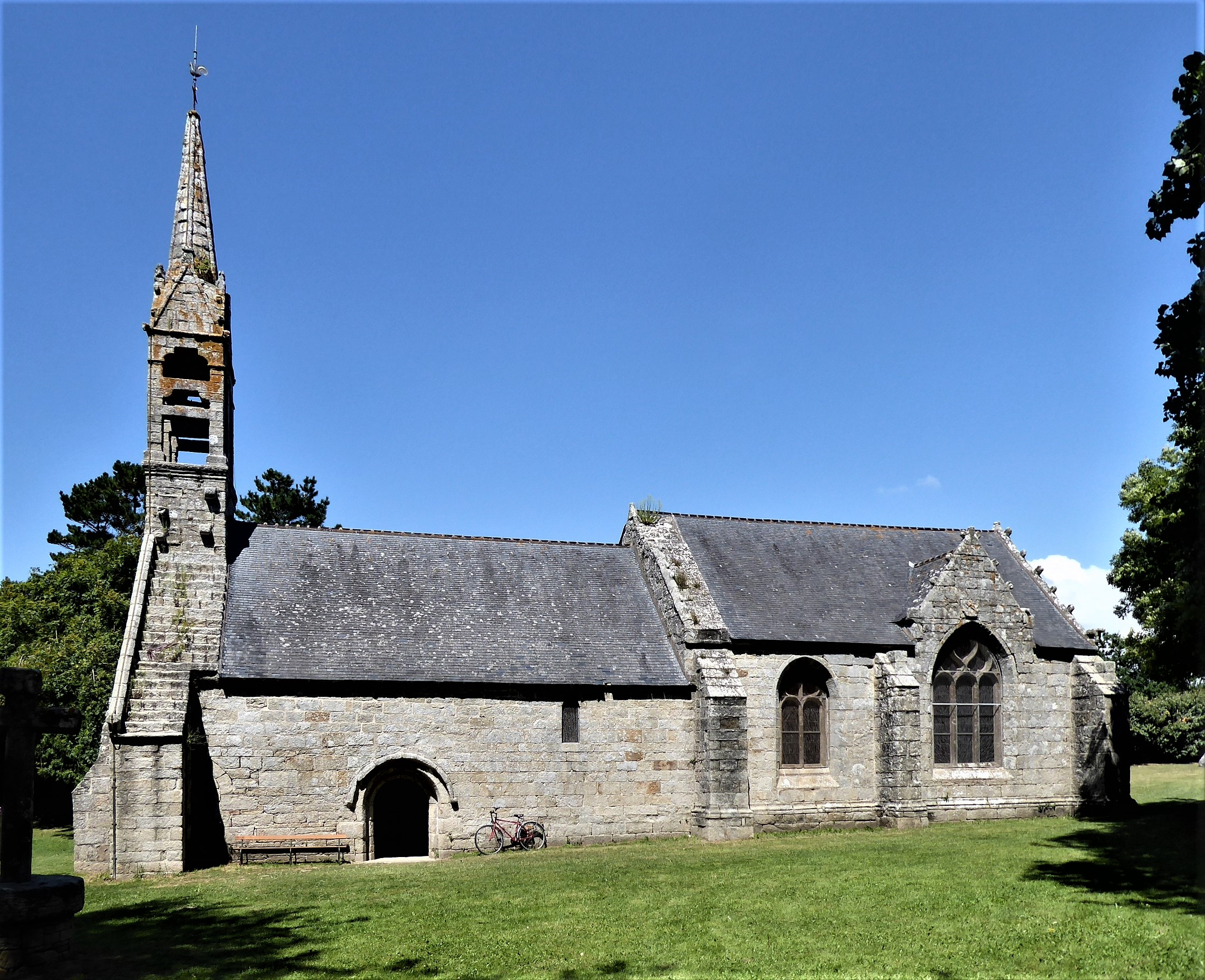
La chapelle de la Madeleine : flanc sud.

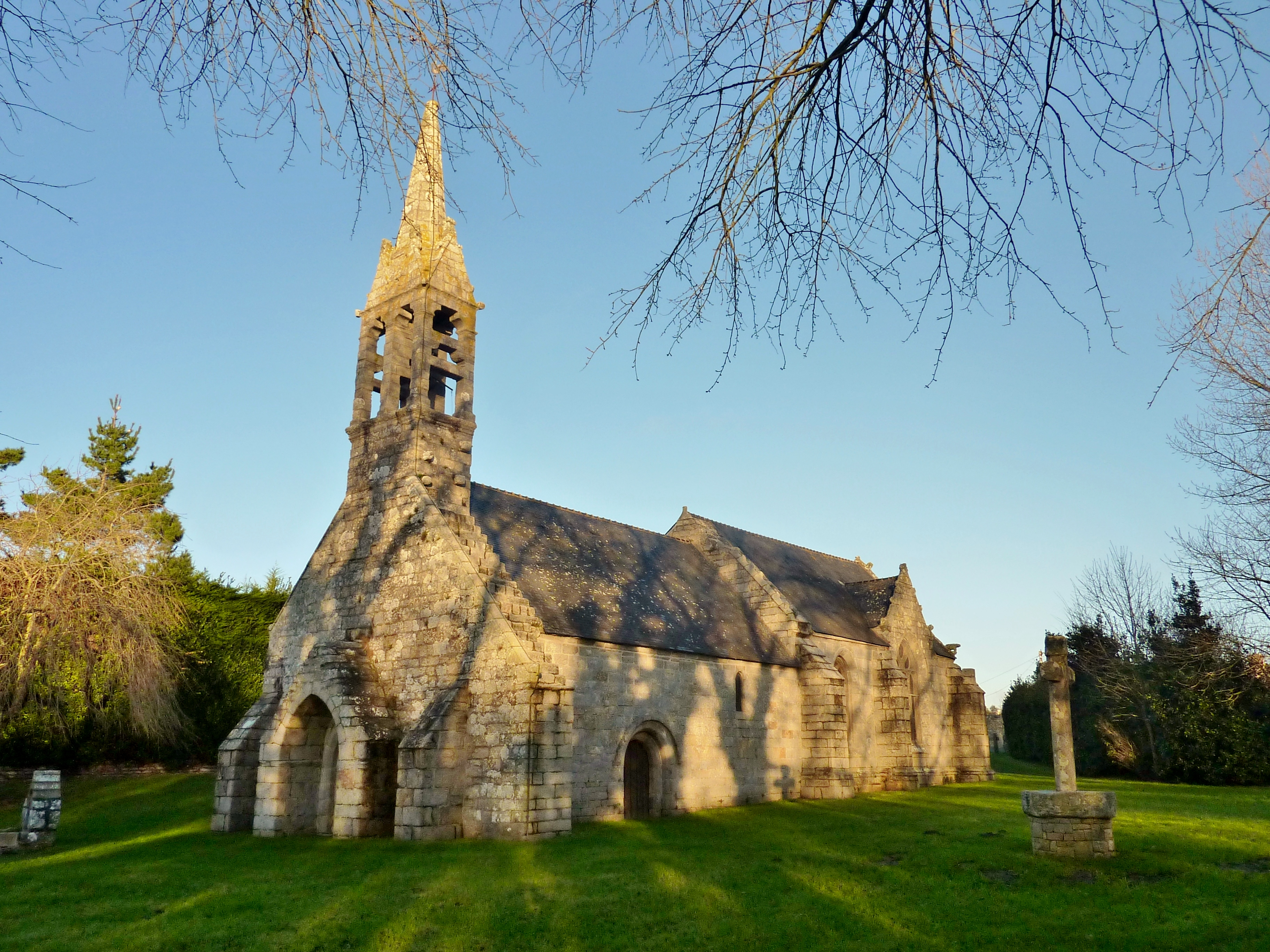
La chapelle de la Madeleine : vue extérieure d'ensemble.

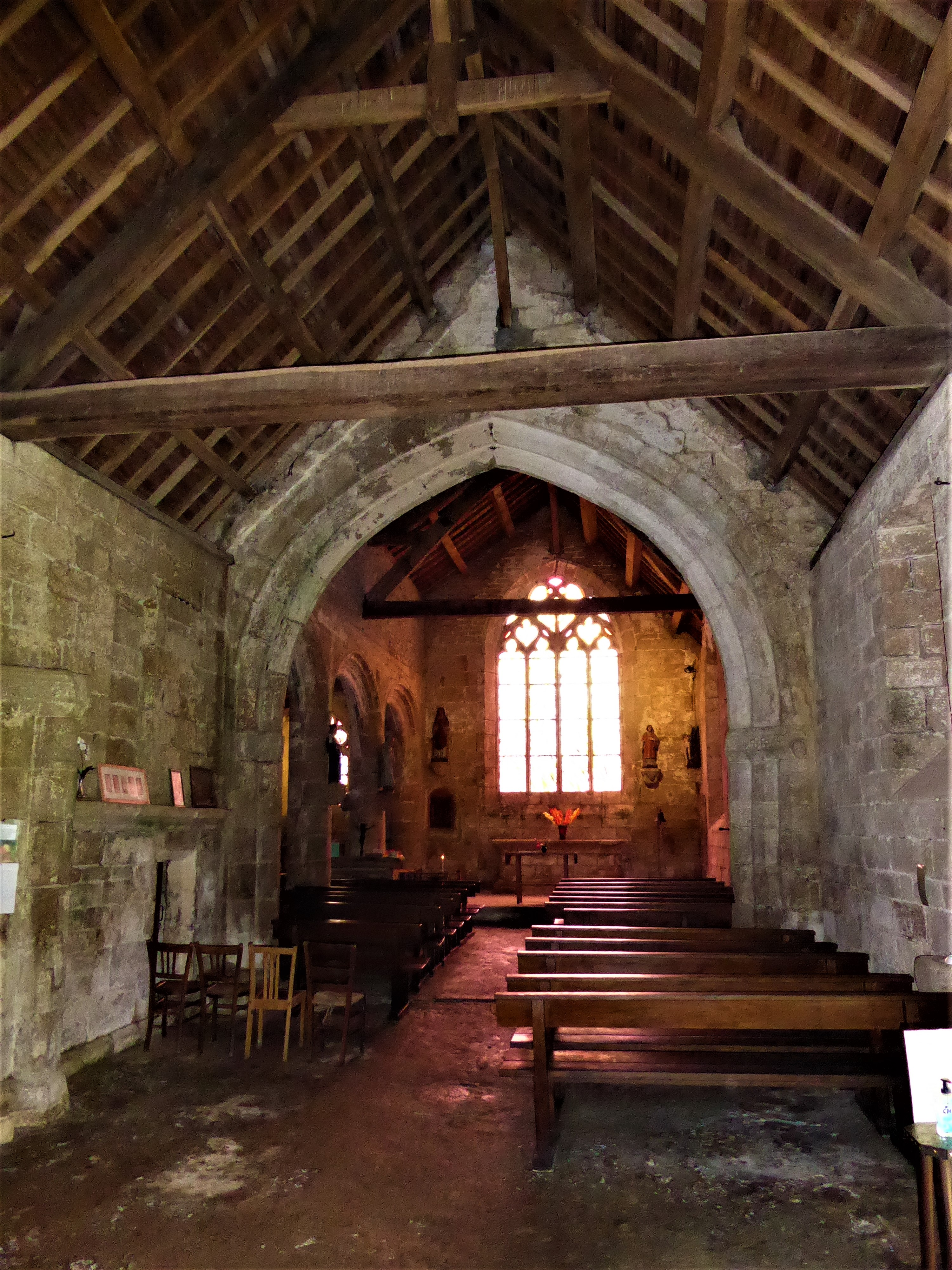
La chapelle de la Madeleine : vue intérieure.

La chapelle est d'un style gothique, typique de la Cornouaille.
La nef date, croit-on, de 1416. Elle n'a pas de bas-côtés. On y trouve des chapiteaux anciens aux motifs géométriques et végétaux, ainsi qu'une Pietà de la fin du XVe siècle. La partie ouest de la chapelle, dédiée à saint Étienne, date du XVe siècle.
L'abside entrait dans la partie est de la chapelle actuelle, qui date du XVIe siècle ; elle présente des colonnes de style gothique et est dédiée à sainte Marie-Madeleine, protectrice des lépreux. Le haut de la chapelle est aussi un ajout du XVIe siècle.
Le pignon ouest est surmonté d'un clocher à jour, terminé par une flèche. L'accès s'effectue par des escaliers extérieurs.
La fontaine qui fait face à l'entrée principale est sous l'invocation de saint Pustoch (saint Pustache), un saint par ailleurs inconnu.

### Vitraux
Jean Bazaine découvre Saint-Guénolé en octobre 1936. Vers 1950, il y installe un atelier. Il réside là six mois par an, jusqu'à sa mort en 2001. Il entreprend le dessin des vitraux de la chapelle lors de sa réfection ; ils sont inaugurés le 26 juillet 1981, en présence de Jack Lang. L'artiste propose un programme iconographique basé sur Marie-Madeleine, en reprenant des thèmes comme son évocation, sa rencontre avec le Christ, ou encore sa transfiguration. Bazaine a fait le choix de la non figuration, pour accorder plus d'importance aux différentes palettes chromatiques utilisées (le jaune doré pour le Christ, le violet mystique pour Marie de Magdala). 

### Fontaines de dévotion
La chapelle est construite sur une importante source qui débouche à l'ouest de l'édifice par une fontaine, la célèbre feunteun Sant Pustach (fontaine Saint-Pustache), réputée guérir les enfants souffrant de pustules.
La Madeleine possède une deuxième fontaine de dévotion, hors de l'enclos.

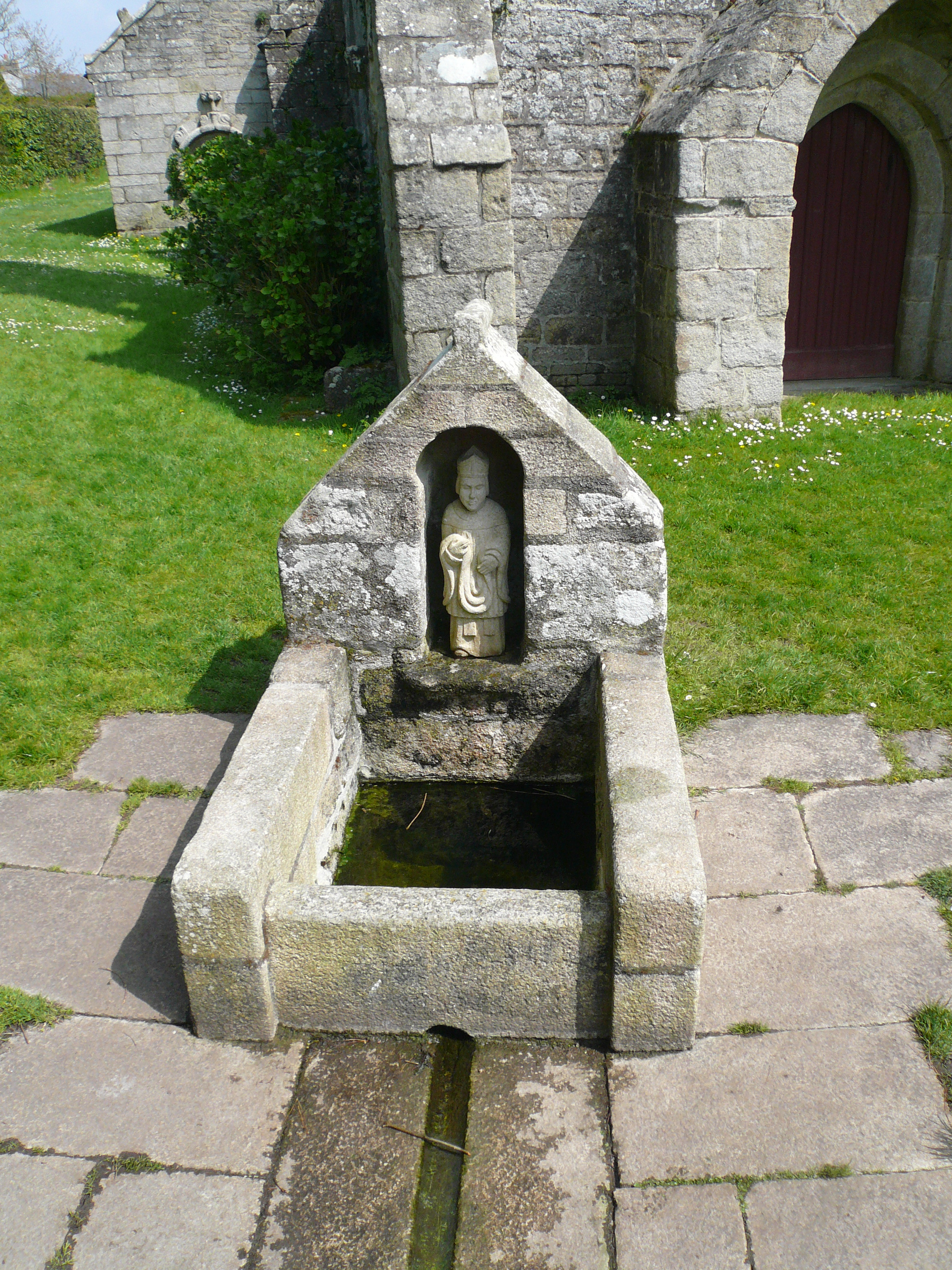
La fontaine Saint-Pustache
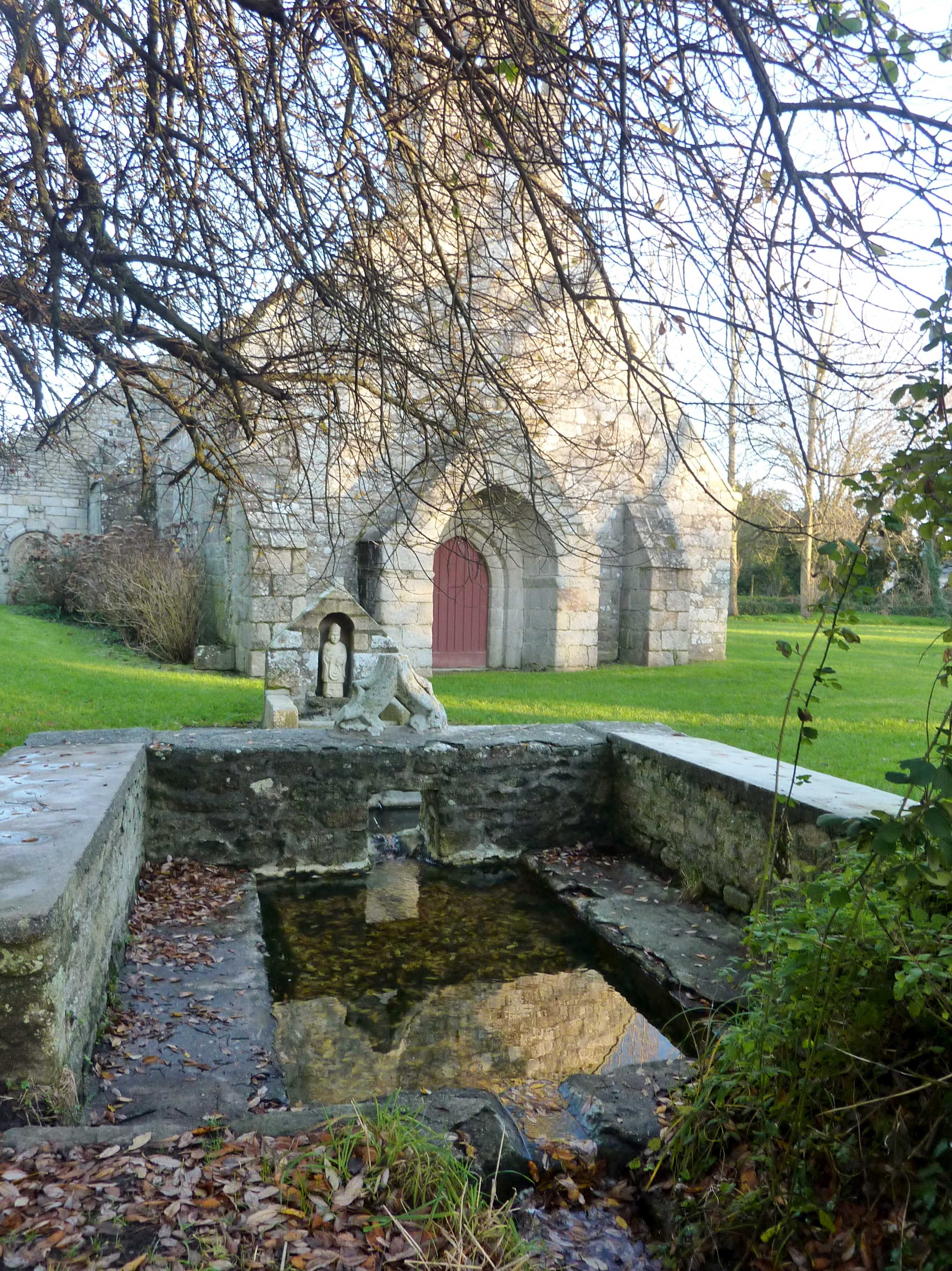
Vue d'ensemble du lavoir, de la fontaine et de la chapelle
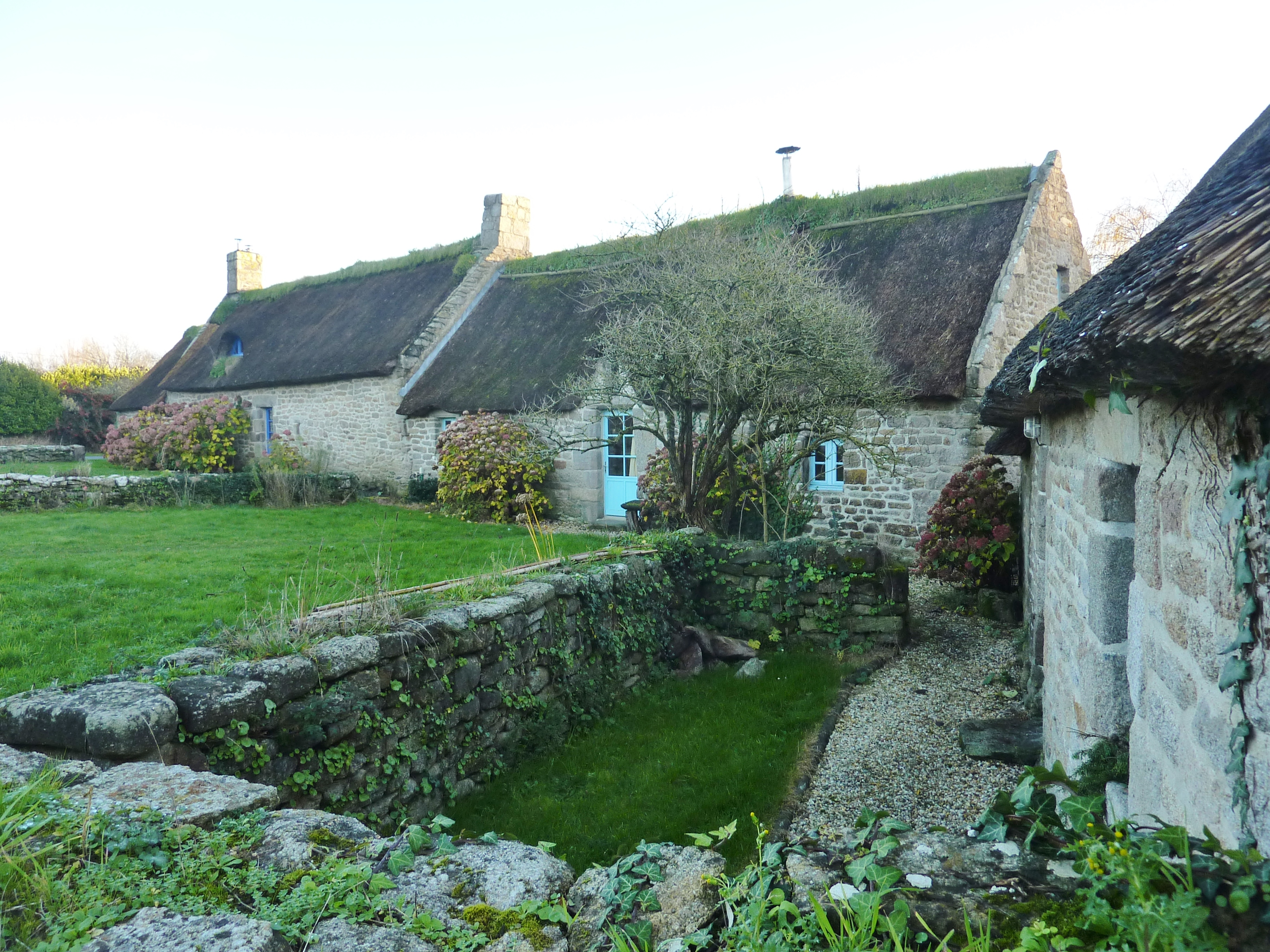
Chaumières près de la chapelle